# 鶴野怜樹
鶴野 怜樹（つるの れいじゅ、2001年1月26日 - ）は、熊本県葦北郡津奈木町出身のプロサッカー選手。Jリーグ・愛媛FC所属。ポジションはフォワード（FW）。

## 略歴
立正大学淞南高校では2年時と3年時に全国高等学校サッカー選手権大会に出場。当時のチームメイトには山田祐樹がいる。高校卒業後は福岡大学に進学し、同大サッカー部で永田一真や大崎舜らとプレー。
2021年9月7日、2023年シーズンからのアビスパ福岡加入内定が発表された。2021年および2022年シーズンは特別指定選手としてチームに登録された。
2023年よりアビスパ福岡に正式加入。3月8日、ルヴァンカップ・グループリーグのアルビレックス新潟戦で先発出場しプロデビュー。この試合でプロ初ゴールも決めた。
2024年12月23日、愛媛FCへ期限付き移籍することが発表された。

## 所属クラブ
- ヴィラノーバ水俣
- 立正大学淞南高校
- 福岡大学
  - 2021年9月 - 2022年  アビスパ福岡（特別指定選手）[8][9]
- 2023年 -  アビスパ福岡
  - 2025年 -  愛媛FC（期限付き移籍）

## 個人成績
| 国内大会個人成績 | 国内大会個人成績 | 国内大会個人成績 | 国内大会個人成績 | 国内大会個人成績 | 国内大会個人成績 | 国内大会個人成績 | 国内大会個人成績 | 国内大会個人成績 | 国内大会個人成績 | 国内大会個人成績 | 国内大会個人成績 |
| 年度             | クラブ           | 背番号           | リーグ           | リーグ戦         | リーグ戦         | リーグ杯         | リーグ杯         | オープン杯       | オープン杯       | 期間通算         | 期間通算         |
| 年度             | クラブ           | 背番号           | リーグ           | 出場             | 得点             | 出場             | 得点             | 出場             | 得点             | 出場             | 得点             |
| 日本             | 日本             | 日本             | 日本             | リーグ戦         | リーグ戦         | リーグ杯         | リーグ杯         | 天皇杯           | 天皇杯           | 期間通算         | 期間通算         |
| ---------------- | ---------------- | ---------------- | ---------------- | ---------------- | ---------------- | ---------------- | ---------------- | ---------------- | ---------------- | ---------------- | ---------------- |
| 2021             | 福岡大           | 7                | -                | -                | -                | -                | -                | 1                | 0                | 1                | 0                |
| 2023             | 福岡             | 28               | J1               | 17               | 2                | 7                | 3                | 3                | 1                | 27               | 6                |
| 2024             | 福岡             | 28               | J1               | 12               | 0                | 1                | 0                | 2                | 1                | 15               | 1                |
| 2025             | 愛媛             | 15               | J2               |                  |                  |                  |                  |                  |                  |                  |                  |
| 通算             | 日本             | 日本             | J1               | 29               | 2                | 8                | 3                | 4                | 2                | 42               | 7                |
| 通算             | 日本             | 日本             | J2               |                  |                  |                  |                  |                  |                  |                  |                  |
| 通算             | 日本             | 日本             | 他               | -                | -                | -                | -                | 1                | 0                | 1                | 0                |
| 総通算           | 総通算           | 総通算           | 総通算           | 29               | 2                | 8                | 3                | 5                | 2                | 43               | 7                |

- 2021年・2022年 共に特別指定選手としての公式戦出場無し

出場歴
- Jリーグ初出場 - 2023年3月19日 J1第5節 湘南ベルマーレ戦 (ベスト電器スタジアム)
- Jリーグ初得点 - 2023年4月29日 J1第10節 川崎フロンターレ戦 (ベスト電器スタジアム)

## タイトル

### 個人
- 全国高等学校総合体育大会サッカー競技大会・優秀選手（2018年）[10]

## 選抜歴
- 2023年 U-22日本代表